# Tennis Borussia Berlin 1963-1964
Questa voce raccoglie le informazioni riguardanti il Tennis Borussia Berlin nelle competizioni ufficiali della stagione 1963-1964.

## Stagione
Nella stagione 1963-1964 il Tennis Borussia Berlino, allenato da Fritz Wilde, concluse il campionato di Regionalliga Berlino al 2º posto. In Coppa di Germania il Tennis Borussia Berlino fu eliminato al primo turno dal Saarbrücken.

## Rosa
| N. |                     | Ruolo | Calciatore        |
| -- | ------------------- | ----- | ----------------- |
|    | Germania (bandiera) | P     | Walter Jacobs     |
|    | Germania (bandiera) | P     | Werner Wolff      |
|    | Germania (bandiera) | D     | Hermann Clausen   |
|    | Germania (bandiera) | D     | Horst Hähnert     |
|    | Germania (bandiera) | D     | Thorsten Laurisch |
|    | Germania (bandiera) | C     | Roger Geßler      |
|    | Germania (bandiera) | C     | Hubert            |

| N. |                     | Ruolo | Calciatore      |
| -- | ------------------- | ----- | --------------- |
|    | Germania (bandiera) | C     | Manfred Maas    |
|    | Germania (bandiera) | C     | Wolfgang Seeger |
|    | Germania (bandiera) | A     | Helmut Beekmann |
|    | Germania (bandiera) | A     | Erhard Foit     |
|    | Germania (bandiera) | A     | Klaus Marquardt |
|    | Germania (bandiera) | A     | Bernd Sobeck    |
|    | Germania (bandiera) | A     | Hans Tylinski   |

## Organigramma societario
Area tecnica
- Allenatore: Fritz Wilde
- Allenatore in seconda:
- Preparatore dei portieri:
- Preparatori atletici:
- Analisi video:

## Calciomercato

### Sessione estiva
| Acquisti | Acquisti        | Acquisti         | Acquisti |
| R.       | Nome            | da               | Modalità |
| -------- | --------------- | ---------------- | -------- |
| A        | Helmut Beekmann | Viktoria Berlino |          |

| Cessioni | Cessioni | Cessioni | Cessioni |
| R.       | Nome     | a        | Modalità |
| -------- | -------- | -------- | -------- |

## Risultati

### Regionalliga

#### Girone di andata
| 11 agosto 1963 1ª giornata | TeBe Berlino | 0 – 0 | Berliner SV 1892 |  |

| 25 agosto 1963 2ª giornata | Reinickendorfer Füchse | 1 – 5 | TeBe Berlino |  |

| 1º settembre 1963 3ª giornata | Hertha Zehlendorf | 0 – 4 | TeBe Berlino |  |

| 8 settembre 1963 4ª giornata | Blau-Weiß Berlin | 1 – 0 | TeBe Berlino |  |

| 15 settembre 1963 5ª giornata | TeBe Berlino | 0 – 1 | Wacker 04 Berlino |  |

| 22 settembre 1963 6ª giornata | Südring Berlino | 0 – 6 | TeBe Berlino |  |

| 29 settembre 1963 7ª giornata | TeBe Berlino | 2 – 1 | Spandauer |  |

| 6 ottobre 1963 8ª giornata | TeBe Berlino | 2 – 0 | Union 06 Berlino |  |

| 13 ottobre 1963 9ª giornata | Tasmania Berlino | 0 – 2 | TeBe Berlino |  |

| 27 ottobre 1963 10ª giornata | TeBe Berlino | 2 – 1 | Hertha Zehlendorf |  |

| 10 novembre 1963 11ª giornata | TeBe Berlino | 0 – 0 | Blau-Weiß Berlin |  |

| 17 novembre 1963 12ª giornata | TeBe Berlino | 1 – 2 | Reinickendorfer Füchse |  |

| 24 novembre 1963 13ª giornata | Berliner SV 1892 | 2 – 5 | TeBe Berlino |  |

#### Girone di ritorno
| 1º dicembre 1963 14ª giornata | TeBe Berlino | 4 – 2 | Südring Berlino |  |

| 8 dicembre 1963 15ª giornata | Wacker 04 Berlino | 1 – 2 | TeBe Berlino |  |

| 5 gennaio 1964 16ª giornata | TeBe Berlino | 2 – 2 | Tasmania Berlino |  |

| 12 gennaio 1964 17ª giornata | Reinickendorfer Füchse | 1 – 3 | TeBe Berlino |  |

| 2 febbraio 1964 18ª giornata | TeBe Berlino | 3 – 1 | Blau-Weiß Berlin |  |

| 16 febbraio 1964 19ª giornata | Union 06 Berlino | 0 – 3 | TeBe Berlino |  |

| 23 febbraio 1964 20ª giornata | Spandauer | 2 – 4 | TeBe Berlino |  |

| 1º marzo 1964 21ª giornata | TeBe Berlino | 2 – 0 | Berliner SV 1892 |  |

| 15 marzo 1964 22ª giornata | TeBe Berlino | 3 – 0 | Hertha Zehlendorf |  |

| 5 aprile 1964 23ª giornata | TeBe Berlino | 4 – 0 | Spandauer |  |

| 12 aprile 1964 24ª giornata | TeBe Berlino | 0 – 2 | Wacker 04 Berlino |  |

| 19 aprile 1964 25ª giornata | Tasmania Berlino | 1 – 1 | TeBe Berlino |  |

| 3 maggio 1964 26ª giornata | Südring Berlino | 0 – 8 | TeBe Berlino |  |

| 10 maggio 1964 27ª giornata | Union 06 Berlino | 1 – 5 | TeBe Berlino |  |

### Coppa di Germania
| Arbitro: | Seiler |

|                                                                              |           |            |
| Clausen 6’ (aut.) Rinas 19’, 63’ Hesse 45’ (rig.) Hölzenbein 67’ Vollmar 75’ | Marcatori | 65’ Geßler |

## Statistiche

### Statistiche di squadra
| Competizione         | Punti | In casa | In casa | In casa | In casa | In casa | In casa | In trasferta | In trasferta | In trasferta | In trasferta | In trasferta | In trasferta | Totale | Totale | Totale | Totale | Totale | Totale | DR  |
| Competizione         | Punti | G       | V       | N       | P       | Gf      | Gs      | G            | V            | N            | P            | Gf           | Gs           | G      | V      | N      | P      | Gf     | Gs     | DR  |
| -------------------- | ----- | ------- | ------- | ------- | ------- | ------- | ------- | ------------ | ------------ | ------------ | ------------ | ------------ | ------------ | ------ | ------ | ------ | ------ | ------ | ------ | --- |
| Regionalliga Berlino | 42    | 14      | 8       | 3       | 3       | 25      | 12      | 13           | 11           | 1            | 1            | 48           | 10           | 27     | 19     | 4      | 4      | 73     | 22     | +51 |
| Coppa di Germania    | -     | 0       | 0       | 0       | 0       | 0       | 0       | 1            | 0            | 0            | 1            | 1            | 6            | 1      | 0      | 0      | 1      | 1      | 6      | -5  |
| Totale               | 42    | 14      | 8       | 3       | 3       | 25      | 12      | 14           | 11           | 1            | 2            | 49           | 16           | 28     | 19     | 4      | 5      | 74     | 28     | +46 |

### Andamento in campionato
| Giornata  | 1 | 2 | 3 | 4 | 5 | 6 | 7 | 8 | 9 | 10 | 11 | 12 | 13 | 14 | 15 | 16 | 17 | 18 |
| --------- | - | - | - | - | - | - | - | - | - | -- | -- | -- | -- | -- | -- | -- | -- | -- |
| Luogo     | C | T | T | T | C | T | C | C | T | C  | C  | C  | T  | C  | T  | C  | T  | C  |
| Risultato | N | V | V | P | P | V | V | V | V | V  | N  | P  | V  | V  | V  | N  | V  | V  |
| Posizione | 5 | 3 | 3 | 3 | 5 | 4 | 2 | 2 | 2 | 2  | 2  | 3  | 3  | 3  | 3  | 3  | 3  | 2  |

Legenda:

Luogo: C = Casa; T = Trasferta. Risultato: V = Vittoria; N = Pareggio; P = Sconfitta.

### Statistiche dei giocatori
| H. Beekmann  | 1 | 0 | 0 | 0 |
| H. Clausen   | 1 | 0 | 0 | 0 |
| E. Foit      | 1 | 0 | 0 | 0 |
| R. Geßler    | 1 | 1 | 0 | 0 |
| H. Hubert    | 1 | 0 | 0 | 0 |
| H. Hähnert   | 1 | 0 | 0 | 0 |
| W. Jacobs    | 0 | 0 | 0 | 0 |
| T. Laurisch  | 1 | 0 | 0 | 0 |
| M. Maas      | 1 | 0 | 0 | 0 |
| K. Marquardt | 1 | 0 | 0 | 0 |
| W. Seeger    | 1 | 0 | 0 | 0 |
| B. Sobeck    | 0 | 0 | 0 | 0 |
| H. Tylinski  | 0 | 0 | 0 | 0 |
| W. Wolff     | 1 | 0 | 0 | 0 |